# Hattori Kazuki
Kazuki Hattori (sinh ngày 26 tháng 3 năm 1995) là một cầu thủ bóng đá người Nhật Bản.

## Sự nghiệp câu lạc bộ
Kazuki Hattori đã từng chơi cho Kataller Toyama.